# Rachida El Garani
Rachida El Garani (Genk, 28 juni 1975) is een Belgische filmregisseur, scenarioschrijver en actrice.

## Biografie
Rachida El Garani studeerde Audiovisuele Kunsten in Brussel aan het RITCS. Voor haar masterafstudeerfilm, Into Darkness verkreeg zij in 2015 een wildcard van het Vlaams Audiovisueel Fonds op het Internationaal Kortfilmfestival Leuven. De kortfilm werd in 2015 in wereldpremière geselecteerd voor het IDFA filmfestival van Amsterdam in twee categorieën: "Best Student Film" en "Kids & Docs". De film werd vertoond op het MOOOV Filmfestival in Genk, Filem'On Kids festival Brussel, New Talent Showcase DOCVILLE Leuven, Shortfilmcorner Cannes in 2016.
Into Darkness werd gekozen als openingsfilm op het FIDADOC Filmfestival in Agadir, Marokko. Dit werd meteen de Marokkaanse première. In Marokko won de film dat jaar de 2de juryprijs op het Zagora Sub-Saharian Film Festival.
Into Darkness won ook "Best Documentary" op het Tel Aviv International Documentary Film Festival en als kers op de taart won de film de "Audience Award" op het LA Film Festival in Hollywood.
El Garani studeerde af in 2015 en gebruikte de VAF-wildcard voor haar eerste langspeelfilm In My Fathers House. De film wordt verwacht in het najaar 2020.
De regisseuse werd door de Europese Commissie in samenwerking met de Marokkaanse overheid gevraagd om een televisiedocumentaire te maken over het onderwijsproject RUMI (Réseau des Universités Marocaines pour l’enseignement Inclusif).
In 2016 maakte ze voor de VRT humaninterestreportages voor Koppen. Haar eerste Pano-reportage 'Hoe kijkt de Vlaming naar moslims' lokte een maatschappelijk debat uit. In een sociaal experiment in Tremelo ging ze met een hoofddoek undercover om islamofobie te documenteren. De veelbesproken reportage hield Vlaanderen wekenlang in de ban. Het werd zelfs een veelbesproken onderwerp in het Vlaams Parlement.
Naast Film en televisie werkt zij ook als actrice. Zij speelde in allerlei kortfilms: The White Maze van de Belgische regisseur Maryam Kamal Hedayat, RIMA en New Kids on the Block van regisseur Sarah Kasmi.
Daarnaast acteerde ze ook in de VTM-serie De Bunker (2015). In het derde seizoen van de populaire Eén-reeks Professor T. (2018) speelde ze in twee afleveringen aan de zijde van acteur Nabil Mallat en Issam Dakka. Voor Hoodie, een Ketnet-serie die zich afspeelt in onze hoofdstad speelde ze een gastrolletje.

## Filmografie
Film
- In My Fathers House (2020)
- La terra gioiosa (2017)
- RUMI: Le Chemin a l'Université (2017)
- Into Darkness (2015)
- Marokkaanse-Belg (2013)
- Diaspora (2012)

Televisieseries
- The White Maze (2013)
- De Bunker (2015)
- Professor T. (2017)
- RIMA (2018)
- New Kids on the Block (2019)[bron?]

Reportages
- Oussama & Marwan, Koppen (2016)
- Samen Sterk, Koppen (2016)
- Villa Vanilla (2016)
- Wat kijkt de Vlaming naar moslims, Pano (2016)
- Revalideren na 22 maart, Pano (2016)